# Една Фербер
Една Фербер (англ. Edna Ferber; 15 серпня 1885, Каламазу, Мічиган, США — 16 квітня 1968, Нью-Йорк, США) — американська письменниця, авторка оповідань і драм.

## Біографія

### Ранні роки
Една Фербер народилась 15 серпня 1885 року в Каламазу, штат Мічиган, у родині єврейського комірника угорського походження Якоба Чарльза Фербера та його дружини Джулії (Нойманн) Фербер. Фербери переїхали до Каламазу з Чикаго, щоб відкрити магазин галантереї, і її старша сестра Фанні народилася там трьома роками раніше.
Батько Фербера не був успішним у бізнесі і в дитинстві сім'я Фербера часто переїжджала.
З Каламазу вони на рік повернулися до Чикаго, а потім переїхали до штату Айова, де вони проживали з 1890 по 1897 роки. В Оттумві родина зіштовхнулася з жорстоким антисемітизмом, дорослі чоловіки словесно ображали, глузували, коли вона приносила обід своєму батькові.
Протягом цього часу батько Фербер почав втрачати зір, що спричинило потребу в дорогому та зрештою безуспішному лікуванні.
У 12 років Фербер разом із сім'єю переїхала в Еплтон, де вона закінчила середню школу, а згодом ненадовго відвідувала Університет Лоуренса.

### Кар'єра
Після закінчення школи Фербер планувала вивчати красномовне мистецтво з бажанням стати акторкою, але її родина не могла дозволити собі відправити її до коледжу.
Вона влаштувалася репортером. На початку 1909 року Фербер перенесла напад анемії та вона повернулась до Еплтона, щоб відновитися.
Поки Фербер видужувала, вона почала писати й продавати оповідання різним журналам, а в 1911 році опублікувала свій перший роман «Доун О'Хара, дівчина, яка сміялася». У 1912 році збірка її оповідань була опублікована.
У 1925 році отримала Пулітцерівську премію за свою книгу «Такий великий (роман)». Спочатку Фербер вважала, що в її чернетці того, що стане «Таким великим», бракує сюжету, прославляється невдача та є тонка тема, яку можна легко не помітити. Коли вона надіслала книгу своєму звичайному видавцеві, вона була здивована, дізнавшись, що роман йому дуже сподобався. Це знайшло відображення в кількох сотнях тисяч примірників роману, проданих публіці.

## Характеристика робіт
У романах Фербер, як правило, були сильні протагоністи-жінки разом із багатою та різноманітною колекцією другорядних персонажів. Зазвичай вона виділяла принаймні одного сильного другорядного персонажа, який стикався з дискримінацією, етнічною чи іншою.
Роботи Фербер часто стосувалися невеликих частин американської культури, а іноді відбувалися в екзотичних місцях, які вона відвідувала, але не була з ними близько знайома, наприклад Техас або Аляска. Таким чином вона допомогла висвітлити різноманітність американської культури для тих, хто не мав можливості її відчути. Дія деяких романів відбувається в місцях, які вона не відвідувала.

## Особисте життя
Фербер ніколи не була одружена, не мала дітей і, як відомо, не вступала в роман або сексуальні стосунки.
У своєму ранньому романі «Світанок О'Хара» тітка головної героїні навіть зауважує: «Бути старою дівою було дуже схоже на смерть через утоплення — справді чудове відчуття, коли ти перестав боротися». Фербер справді по-материнськи цікавилася кар'єрою своєї племінниці Джанет Фокс, актриси, яка грала в оригінальних бродвейських акторських складах п'єс Фербер "Вечеря о восьмій" (1932) і «Двері сцени» (1936).
Фербер була відома своєю відвертістю та кмітливістю. Одного разу вона повела інших гостей-євреїв, покинувши домашню вечірку, дізнавшись, що господар був антисемітом.

### Важливість єврейської ідентичності
Починаючи з 1922 року, Фербер почала відвідувати Європу один або два рази на рік протягом тринадцяти чи чотирнадцяти років. Протягом цього часу, на відміну від більшості американців, вона стала стурбована зростанням нацистської партії та поширенням антисемітських упереджень, з якими вона зіткнулася в дитинстві. Вона прокоментувала цей вислів: «Було страшно бачити, як континент — цивілізація — розвалюється на очах. Це був швидкий і, здавалося б, неминучий процес, на який ніхто не звертав особливої уваги». Її страхи значною мірою вплинули на її роботи, в яких часто фігурували теми расової та культурної дискримінації.